# Associazione Calcio Femminile Roma 1985-1986
Questa voce raccoglie le informazioni riguardanti la Associazione Calcio Femminile Roma nelle competizioni ufficiali della stagione 1985-1986.

## Rosa
Rosa incompleta tratta da due formazioni pubblicate dal Trani 80.
| N. |                   | Ruolo | Calciatrice        |
| -- | ----------------- | ----- | ------------------ |
| 2  | Italia (bandiera) | D     | Silvia Bensi       |
|    | Italia (bandiera) |       | Claudia Costantini |
|    | Italia (bandiera) |       | Di Donato          |
| 7  | Italia (bandiera) | C     | Anna Gagliarducci  |
|    | Italia (bandiera) |       | Modesti            |
|    | Italia (bandiera) |       | Mozzetti           |
| 1  | Italia (bandiera) | P     | Alessandra Nappi   |
| 10 | Italia (bandiera) | A     | Debora Novelli     |

| N. |                   | Ruolo | Calciatrice       |
| -- | ----------------- | ----- | ----------------- |
| 8  | Italia (bandiera) | C     | Perigli           |
| 9  | Italia (bandiera) | A     | Petrocchi         |
| 11 | Italia (bandiera) | A     | Manuela Pisegna   |
| 8  | Italia (bandiera) | A     | G. Proietti       |
| 4  | Italia (bandiera) | D     | Paola Proietti    |
| 1  | Italia (bandiera) | C     | Serenella Putzu   |
| 6  | Italia (bandiera) | C     | Catia Silvestri   |
| 11 | Italia (bandiera) | A     | Claudia Tomassini |